# Florian Grillitsch
Florian Grillitsch, född 7 augusti 1995, är en österrikisk fotbollsspelare som spelar för tyska TSG Hoffenheim.

## Karriär
Grillitsch debuterade för Werder Bremen i Bundesliga den 15 augusti 2015 i en 3–0-förlust mot Schalke 04, där han byttes in i den 70:e minuten mot Clemens Fritz.
Den 16 januari 2017 värvades Grillitsch av TSG Hoffenheim, där han skrev på ett 4,5-årskontrakt. Den 1 september 2022 värvades Grillitsch av nederländska Ajax, där han skrev på ett ettårskontrakt med option på ytterligare två år. Den 27 juni 2023 blev Grillitsch klar för en återkomst i TSG Hoffenheim, där han skrev på ett treårskontrakt.